# بازوی کمان

ساختار بازوها

بازوی کمان (به انگلیسی: Sagittarius Arm) یا بازوی کمان-شاه‌تخته (به انگلیسی: Sagittarius-Carina Arm) یک بازو در کهکشان راه شیری است. بازوی کمان بزرگ‌ترین بازوی کهکشان است. بازوی بزرگ دیگر بازوی ماکیان نام دارد.
این بازو از دو بخش تشکیل شده بازوی اول بازوی کمان است و بازوی دوم بازوی شاه‌تخته نام دارد.

## اجرام قابل توجه
اجرام مسیه که در این بازو قرار دارند و مهم هستند عبارتند از:
- سحابی مرداب
- خوشه مرغابی وحشی
- سحابی عقاب
- سحابی اومگا
- مسیه ۱۸
- سحابی سه‌تکه
- مسیه ۲۱
- ابر ستاره‌ای کمان
- مسیه ۲۶
- مسیه ۵۵